# Jasnoje (Kaliningrad, Bagrationowsk)
Jasnoje (Ясное, deutsch Packerau, Kreis Heiligenbeil) war ein Ort in der russischen Oblast Kaliningrad (Gebiet Königsberg (Preußen)). Die Ortsstelle liegt im heutigen Munizipalkreis Rajon Bagrationowsk (Stadtkreis Preußisch Eylau).

## Geographische Lage
Die Ortsstelle Jasnojes resp. Packeraus liegt im südlichen Westen der Oblast Kaliningrad, 16 Kilometer nordöstlich der früheren Kreisstadt Heiligenbeil (russisch Mamonowo) bzw. 37 Kilometer nordwestlich der heutigen Rajonshauptstadt Bagrationowsk (deutsch Preußisch Eylau).

## Geschichte
Das seinerzeitige Paccaraw wurde 1411 erstmals erwähnt und hieß später Paccraw, auch Packeraw, nach 1610 Packerau. Der Ort war bis 1928 Vorwerk zum Gutsbezirk Rippen (russisch Sowchosnoje) im ostpreußischen Kreis Heiligenbeil, und nach 1928 Wohnplatz der Landgemeinde Rippen.
In Kriegsfolge kam Packerau 1945 mit dem gesamten nördlichen Ostpreußen zur Sowjetunion. Der Ort erhielt die russische Namensform „Jasnoje“, aber schon in den ersten Nachkriegsjahren verliert sich seine Spur. So ist die  Zugehörigkeit zu einem Dorfsowjet nicht bekannt. Der Ort dürfte im Nachbardorf Sowchosnoje (Rippen) aufgegangen sein und gilt heute als untergegangen. Seine Ortsstelle liegt im Rajon Bagrationowsk (Stadtkreis Preußisch Eylau) in der Oblast Kaliningrad (Gebiet Königsberg (Preußen)) in der Russischen Föderation.

## Religion
Bis 1945 war Packerau ein Kirchspielort der Kirche Bladiau (russisch Pjatidoroschnoje) in der Kirchenprovinz Ostpreußen der Kirche der Altpreußischen Union.

## Verkehr
Die Ortsstelle von Jasnoje resp. Packerau liegt an der Regionalstraße 27A-020 (ex A 194, ex E 28, einstige Reichsstraße 1), die von Mamonowo (Heiligenbeil) über Pjatidoroschnoje (Bladiau) nach Laduschkin (Ludwigsort) und Uschakowo (Brandenburg (Haff)) bis nach Kaliningrad (Königsberg (Preußen)) führt.